# Storia dell'Isola di Man
L'Isola di Man si separò dalla Gran Bretagna e dall'Irlanda attorno all'8.000 a.C. Le prime colonizzazioni in loco ebbero inizio prima del 6.500 a.C. L'isola venne visitata da diversi razziatori e mercanti nel corso degli anni prima di essere definitivamente abitata dagli irlandesi dal primo millennio avanti Cristo, convertendosi poi al cristianesimo e soffrendo di continue razzie dai vichinghi della Norvegia. Dopo essere divenuta possedimento norvegese come parte del Regno di Mann e delle Isole, l'Isola passò dapprima agli scozzesi e poi alla corona britannica.
Dal 1866 l'Isola di Man è una Dipendenza della corona ed ha un governo democratico specifico.

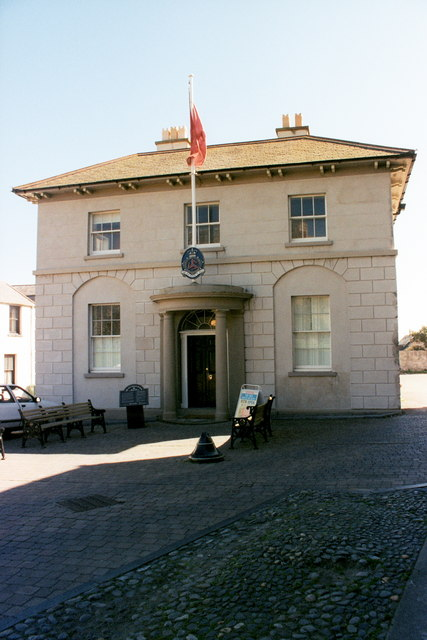
Old House of Keys, Castletown

## Preistoria

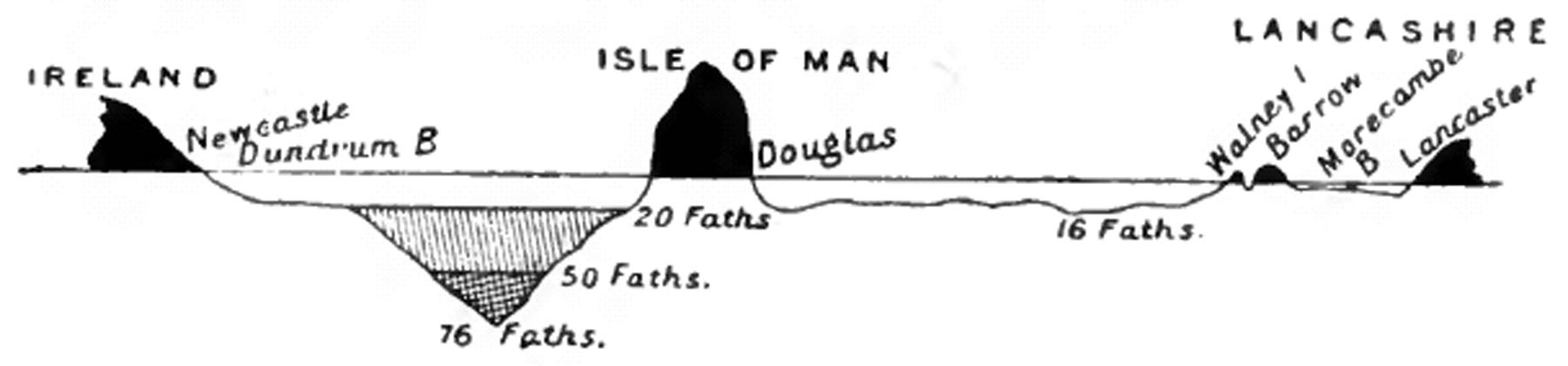
Sezione del Mare d'Irlanda dove si trova l'isola di Man che mostra i livelli del mare.

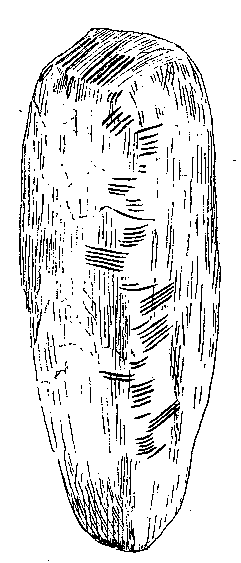
La pietra Ogham dall'Isola di Man mostra delle scalfitture al centro. Esse erano una scrittura e vi si legge BIVAIDONAS MAQI MUCOI CUNAVA[LI]; in italiano: di Bivaidonas, figlio della tribù Cunava[li].

### Mesolitico
L'Isola di Man effettivamente divenne un'isola attorno all'8.500 a.C. quando l'innalzarsi del livello del mare a causa del disgelo delle glaciazioni del mesolitico separò per sempre il lembo di terra dalla Gran Bretagna. Prima di questa data infatti tra l'Isola di Man e la Cumbria esisteva un lungo ponte ghiacciato anche se poco si sa a proposito.
Le prime tracce lasciate dai popoli dell'Isola di Man sono databili al periodo mesolitico. I primi residenti vivevano in piccole grotte naturali, cacciando e pescando per procacciarsi il cibo. Essi iniziarono anche la produzione di piccoli utensili come punte in pietra o osso di cui alcune sono state ritrovate presso le coste. Gran parte degli oggetti ritrovati si trovano oggi nel museo Manx National Heritage.

### Dal Neolitico all'Età del Bronzo
Il periodo neolitico segnò l'inizio dell'agricoltura sull'isola oltre all'inizio della costruzione di monumenti megalitici. Esempi si possono trovare a Cashtal yn Ard presso Maughold, alla King Orry's Grave di Laxey, al Meayll Circle presso Cregneash ed alle Ballaharra Stones a St John's.
Durante l'Età del Bronzo le grandi tombe comuni megalitiche vennero rimpiazzate da tombe a tholos coi corpi posti in bare di pietra riccamente decorate.

### Età del Ferro
L'Età del Ferro segnò l'inizio dell'influenza della cultura celtica. Vennero costruite le prime fortificazioni sui piccoli promontori presenti sull'isola così come lungo le coste oltre alle prime abitazioni con pietre.
I primi popoli celti ad abitare l'isola furono i Britanni provenienti dalla Gran Bretagna anche se la storia di questo periodo rimane ancora oggi molto misteriosa. Non si sa se anche i romani riuscirono a sbarcare sull'isola, ma non pianificarono mai di conquistarla. Si è speculato a lungo sul fatto che l'isola potesse essere considerata un rifugio per i druidi e altri profughi da Anglesey dopo il sacco di Mona del 60 d.C.
Si ritiene che le invasioni o immigrazioni irlandesi siano alla base del moderno linguaggio tradizionale mannese. Queste immigrazioni iniziarono probabilmente attorno al V secolo e determinò l'inizio dell'uso delle iscrizioni Ogham. La transizione dal mannese britannico (simile al gallese) al mannese gaelico (una lingua goidelica che si ravvicina molto al gaelico irlandese ed al gaelico scozzese) fu comunque molto graduale. Il fatto che ancora oggi questa lingua sopravviva in loco è attribuito a una reintroduzione dopo l'invasione norvegese. Il nome dell'isola è fatto risalire a Manannán, riferendosi chiaramente al dio britannico e gaelico del mare che si pensava governasse l'isola.

## Il medioevo

### L'alto medioevo
La tradizione attribuisce la conversione dell'isola al cristianesimo a San Maughold (Maccul), un monaco missionario irlandese che diede poi il suo nome ad una parrocchia locale. Vi sono tracce di circa 200 cappelle presenti su tutta l'isola di tradizione cristiana. Esami al radiocarbone hanno dimostrato che molte di queste hanno origini ascrivibili al 550-600 d.C.
Uno dei primi resoconti storici dell'invasione degli uomini del nord è attribuita a Báetán mac Cairill, re dell'Ulster, che (secondo gli Annali di Ulster) guidò una spedizione a Man nel 577-578, imponendo la sua autorità sull'isola (anche se molti storici ritengono che tale evento debba riferirsi a Manau Gododdin tra i fiordi di Clyde e Forth, piuttosto che all'isola di Man). Dopo la morte di Báetán nel 581, il suo rivale Áedán mac Gabráin, re di Dál Riata, si dice abbia preso il controllo dell'isola, nel 582.
Anche supponendo che Manau abbia conquistato l'isola di Mann e quella di Anglesey, essa venne ad ogni modo conquistata certamente da Edwin di Nortumbria nel 616, anche se non poté mantenere a lungo il controllo del possedimento. Altri ritengono che Ecgfrith di Nortumbria abbia conquistato l'isola temporaneamente partendo da Drogheda presso Dublino nel 684.

### Epoca vichinga e regno nordico
Durante il periodo della dominazione scandinava vi furono due epoche principali: una prima della conquista di Man da parte di Godred Crovan in 1079, ed una dopo di questo evento. Guerre e stravolgimenti fecero da padrone nella prima parte, mentre la seconda parte fu decisamente più pacifica.

Il Regno di Man e delle Isole attorno all'anno 1100. Sodor e Man sono in rosso.

Tra l'800 e l'815 i vichinghi giunsero a Man in gran parte per compiere saccheggi; tra l'850 ed il 990, quando si insediarono in loco, l'isola passò sotto il governo scandinavo dei Re di Dublino e tra il 990 ed il 1079, passò sotto i più potenti conti delle Orcadi.
Tra il 1025 ed il 1065 fu attiva una zecca per la produzione di monete locali. Queste monete mannesi vennero derivate da una tipologia di penny importato da quelli già in uso a Dublino, dimostrando quindi l'effettivo controllo da parte dei sovrani locali sull'isola.
Il conquistatore Godred Crovan fu un personaggio chiave di quest'epoca ma poco si sa della sua persona di attendibile. Secondo il Chronicon Manniae egli soggiogò Dublino e gran parte di Leinster al punto che nessuno poteva costruire un vascello senza la sua autorizzazione. La memoria di questo governante sopravvive oggi nella tradizione ed è la persona commemorata nella leggenda mannese sotto il nome di re Gorse o Orry. Egli istituì ufficialmente il Regno di Man e delle Isole attorno al 1079; esso includeva anche le isole a sud-ovest della Scozia (Sodor) sino al 1164 quando i regni vennero separati. Nel 1154, venne istituita la diocesi di Sodor o delle Isole, sottoposta alla giurisdizione ecclesiastica norvegese.
Le isole poste sotto il suo controllo erano chiamate Suðr-eyjar (Sudreys o isole del sud, in contrapposizione alle Norðr-eyjar, o "isole del nord" come ad esempio Orkney e Shetland), e consistevano nelle Ebridi ed in molte altre isole più piccole della Scozia, assieme a Man. Un suo successore prese poi il titol odi Rex Manniae et Insularum (re di Man e delle Isole). La capitale del regno era posta sull'Isola di St Patrick, dove si trovava il Castello di Peel, sorto sul sito di un monastero celtico.
Olaf, figlio di Godred, esercitò un potere considerevole sull'isola e, secondo la cronaca citata, mantenne una stretta alleanza coi re di Irlanda e Scozia al punto che nessuno si avventurò a disturbare le sue isole durante tutto il suo regno (1113–1152). Nel 1156 suo figlio, Godred (regnante nel 1153–1158), che per un breve periodo aveva regnato anche su Dublino, perse le isole più piccole presso la costa di Argyll come risultato di una discussione con Somerled (regnante di Argyll), creando così due sovranità indipendenti nel complesso delle isole.
Nel 1130 circa la chiesa d'Inghilterra inviò una piccola missione a stabilire il primo vescovato sull'Isola di Man e nominò Wimund quale primo vescovo.
Durante l'intero periodo scandinavo, le isole rimasero nominalmente sotto la sovranità dei re di Norvegia, ma fisicamente esse apparivano ormai come un regno a sé stante. Il primo re a visitare la regione fu Magnus Barelegs, all'inizio del XII secolo e fu solo Hakon Hakonarson nel 1263 con una spedizione a far tornare un nuovo sovrano norvegese sulle coste mannesi.

### Declino del governo nordico
Dalla metà del XII secolo sino al 1217 la sovranità dell'isola, dal momento che la Norvegia si trovava in periodo di dissensi civili, rimase un tema poco affrontato dai governanti. Dopo la data indicata il regno di Norvegia entrò in conflitto col Regno di Scozia che andava crescendo col proprio potere.
Ragnald (regnante nel 1187–1229) rese omaggio per primo al re Giovanni d'Inghilterra (regnante nel 1199–1216) e quindi fu tra i primi a richiedere l'intervento inglese sull'isola, ma questo intento si fermò ad una pura formalità in quanto prima degli inglesi gli scozzesi intervennero.
Nel 1261, infatti, re Alessandro III di Scozia inviò degli inviati in Norvegia per negoziare la cessione delle isole, ma anche questa contrattazione non portò a nulla di fatto. Egli quindi iniziò le ostilità che si conclusero con l'inconcludente Battaglia di Largs contro la flotta norvegese nel 1263. Ad ogni modo, il re norvegese Haakon Haakonsson morì nell'inverno successivo e questo permise a re Alessandro di concludere felicemente la guerra. Magnus Olafsson, re di Mann e delle Isole (regnante nel 1252–1265), che nella campagna militare si era schierato coi norvegesi, dovette arrendersi e cedere tutte le isole sotto il suo potere, ad eccezione di Man che gli venne concesso di mantenere. Due anni più tardi Magnus morì e nel 1266 re Magnus VI di Norvegia cedette le restanti isole, inclusa Man, alla Scozia col Trattato di Perth dietro pagamento della somma di 4.000 marchi (noti all'epoca come merks in Scozia) ed una annualità di 100 marchi. Il governo scozzese sull'isola ad ogni modo non poté essere stabilito che non nel 1275, quando Man subì una pesante sconfitta nella Battaglia di Ronaldsway, presso Castletown.

### Il dominio inglese
Nel 1290 re Edoardo I d'Inghilterra inviò Walter de Huntercombe a reclamare il possesso dell'isola di Man, ed essa si consegnò senza combattere nelle mani degli inglesi ove rimase sino al 1313 quando Robert Bruce la riprese catturando il Castello di Rushen dopo cinque settimane di assedio. Quindi l'isola rimase agli scozzesi sino al 1346 quando persero contro gli inglesi nella Battaglia di Neville's Cross, a cui fece comunque seguito un periodo confuso di alternanze di governo tra Scozia ed Inghilterra.
Attorno al 1333 re Edoardo III d'Inghilterra garantì l'isola di Man a William de Montacute, III barone Montacute, (poi I Conte di Salisbury), come suo possedimento assoluto, senza riserve nei confronti del regno d'Inghilterra. Nel 1388 l'isola venne rivendicata da Sir William Douglas di Nithsdale che distrusse il villaggio di Carlingford. Nel 1392 il figlio di William de Montacute vendette l'isola e la sua sovranità a sir William le Scrope. Nel 1399 re Enrico IV riottenne il controllo dell'isola facendo decapitare Le Scrope, il quale si era schierato con Riccardo II nella guerra tra i due. L'isola divenne quindi possedimento della corona e venne garantito a Henry Percy, I conte di Northumberland il quale ne venne in seguito privato dallo stesso Enrico IV che nel 1405 lo creò possedimento a vita col patronato anche sul vescovato locale per sir John Stanley. Nel 1406 questo beneficio venne esteso (pur rimanendo feudo della corona inglese) agli eredi di sir John col simbolico tributo di due falconi all'anno da assegnare a tutti i futuri re d'Inghilterra il giorno della loro incoronazione.

## La prima età moderna
Con la ascesa degli Stanley al trono di Man, iniziò una delle epoche più note della storia locale. Dal momento che i nuovi sovrani visitavano raramente le sue coste, l'isola si trovò sotto la guida di un governatore che aveva tra l'altro il compito di amministrare la giustizia. Dei tredici membri della famiglia che governarono Man, i più rilevanti furono sir John Stanley (1414–1432), James, VII conte (1627–1651) e X conte con lo stesso nome (1702–1736). Il primo privò i baroni locali del loro potere spirituale ed introdusse un giusto processo anziché i duelli molto in uso all'epoca, ed ordinò la creazione delle prime leggi scritte dell'isola. Il secondo, noto come "il grande Stanley" e sua moglie, Charlotte de la Tremoille (o Tremouille), furono probabilmente le figure chiave di tutta la storia dell'isola.

### Guerra civile inglese e interregno
Nel 1643 Carlo I ordinò a James Stanley, VII conte di Derby di recarsi sull'isola di Man, dove la popolazione, indubbiamente influenzata da ciò che stava accadendo in Inghilterra, si stava rivoltando.
L'arrivo di Stanley con al seguito dei soldati inglesi, riuscì prontamente a bloccare la ribellione. Egli in prima persona si pose al tavolo delle trattative per riconciliare il popolo, impiegando i soldati che aveva portato con sé dall'Inghilterra per insegnare alla popolazione locale nuove forme di artigianato e per assistere gli allevatori nell'allevamento dei cavalli di Man, restringendo nel contempo le esenzioni della chiesa. Sotto il suo governo ad ogni modo Man perse gran parte del proprio governo autonomo: la popolazione venne pesantemente tassata e fu perennemente sottoposta alla presenza di truppe acquartierate in loco.
Sei mesi dopo la morte di Carlo I (30 gennaio 1649), Stanley ricevette l'intimazione dal generale Ireton di arrendere l'isola al nuovo governo repubblicano, ma egli si rifiutò. Nell'agosto del 1651 Stanley si recò in Inghilterra con alcune delle sue truppe, di cui circa 300 uomini provenivano dall'isola di Man, per unirsi alle forze di Carlo II il quale venne però sconfitto nel corso della Battaglia di Worcester e Stanley venne catturato, imprigionato al Castello di Chester, condotto dinnanzi alla corte marziale e poi decapitato a Bolton.

### La ribellione
Poco dopo la morte di Stanley, la milizia di Man, al comando di William Christian (meglio noto col nome mannese di Illiam Dhone), si rivoltò contro la contessa vedova e catturò tutti i forti dell'isola ad eccezione di quelli di Rushen e Peel. I rivoltosi vennero assistiti poco dopo da un gruppo di forze parlamentari al comando del colonnello Duckenfield, di fronte alle quali la contessa dovette arrendersi dopo una breve resistenza.
Oliver Cromwell nominò quindi Thomas Fairfax Signore di Man e delle Isole nel settembre del 1651, e pertanto Man continuò a rimanere sotto un governo monarchico, intrattenendo relazioni con l'Inghilterra come in precedenza.

### La restaurazione degli Stanley
La restaurazione del governo degli Stanley avvenne nel 1660 e causò non poche problematiche. Uno dei primi atti del nuovo sovrano, Charles Stanley, VIII conte di Derby, fu di porre a processo William Christian. Egli venne riconosciuto colpevole e giustiziato. Delle altre persone con lui implicate nella rivolta, solo tre persone vennero riconosciute colpevoli mentre gli altri vennero graziati dalla proclamazione di una amnistia generale. Viste le tensioni che andavano creandosi sull'isola, con un Order in Council specifico, Carlo II decise sovranamente di perdonare tutti i rivoltosi ed i giudici responsabili della sentenza nei confronti di Christian vennero puniti.
Come secondo atto, Stanley si rivoltò contro quei proprietari terrieri che avevano appoggiato la rivolta, privandoli talvolta dei loro possedimenti.
Charles Stanley, che morì nel 1672, venne succeduto da suo figlio William Richard George Stanley, IX conte di Derby sino alla sua morte nel 1702.
La questione agraria si fece subito sentire nel 1704 quando James, fratello e successore di William, grazie soprattutto all'influenza del vescovo Thomas Wilson, entrò in contrattazione coi proprietari terrieri locali, coi quali siglò un Act of Settlement con il quale assicurò loro i possedimenti che già possedevano stabilendo dei canoni di feudalità e delle condizioni generali per lo stato. Per la grande importanza che tale atto ebbe nella storia dell'isola, il popolo mannese è solito definire questo documento come la Magna Carta locale. L'ultima di queste feudalità ad estinguersi terminò solo nel 1916.

### Rinvestitura
James morì nel 1736 e la sovranità dell'isola passò a James Murray, II duca di Atholl, suo primo cugino ed unico erede maschio. Nel 1764 questi venne succeduto dal suo unico figlio sopravvissutogli, Charlotte, baronessa Strange, e da suo marito, John Murray, che (per diritto della moglie) divenne quindi Signore dell'Isola di Man. Attorno al 1720 il contrabbando era aumentato in maniera esponenziale. Nel 1726 il Parlamento evidenziò il problema che ad ogni modo durante i dieci anni di reggenza di duchi di Atholl (1756–1765) aveva raggiunto proporzioni tali che divenne necessario intervenire con la forza. Con l'intento appunto di risolvere la questione, il parlamento passò il cosiddetto Isle of Man Purchase Act 1765 (comunemente noto anche come Revestment Act), sotto i termini del quale lo stato acquisiva i diritti dei duchi di Atholl come signori di Man e tutte le rendite connesse per la somma di 70.000 sterline, garantendo inoltre una indennità annua al duca ed alla duchessa. Ai duchi di Atholl sarebbero rimasti il titolo onorifico di signori di Man, il patronato sulla diocesi locali ed altri prerequisiti, che finirono per essere venduti anch'essi alla corona britannica nel 1828 per la somma di 417, 44 sterline.

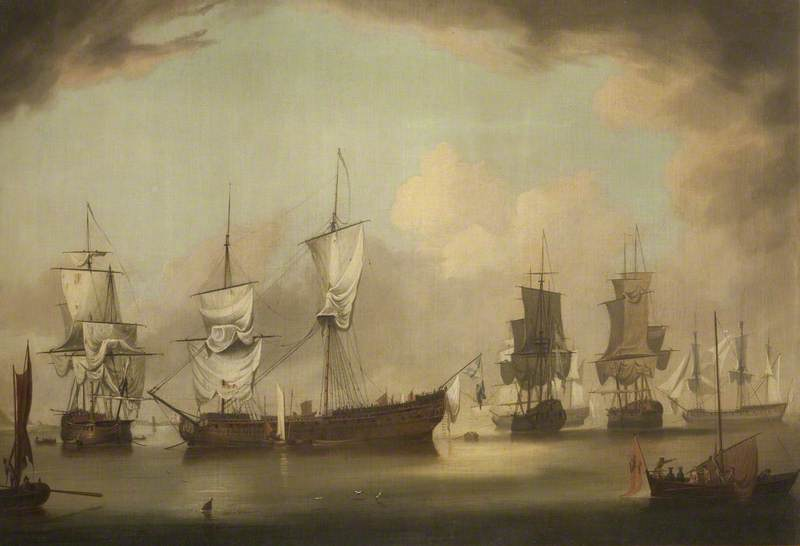
Ramsey Bay dopo la Battaglia di Bishops Court tra inglesi e francesi, appena fuori dalle coste dell'isola di Man nel 1760

Con la reinvestitura, il Tynwald aveva passato delle leggi concernenti il governo dell'isola nel pieno rispetto del controllo delle finanze, soggetto all'approvazione del signore di Man. Proprio con lo Smuggling Act 1765 (noto comunemente col nome di Mischief Act), il parlamento inglese si trovò nelle condizioni di legiferare su Man pur dovendone rispettare i costumi tradizionali, i porti ed il mercato locale. Pur mantenendo quindi la vecchia "costituzione" mannese, il passaggio sotto i nuovi sovrani segnò per l'isola un momento di decadenza de facto del potere detenuto nei secoli.
Una parte dei problemi che sorsero vennero placati dal 1793 al 1826 quando John Murray, IV duca di Atholl venne nominato governatore dell'Isola di Man il quale, certamente agendo per interessi personali, promosse largamente il ruolo della House of Keys (sede del governo locale) e promosse il lavoro e l'occupazione nell'isola. Dopo la sua dipartita, gli ufficiali di governo inglesi ripresero il vecchio sistema, ma mostrarono maggior considerazione nei confronti della popolazione locale.

## Epoca moderna
Dopo il 1866, quando l'isola di Man ottenne un proprio governo, la popolazione locale iniziò a prosperare grandemente, impegnandosi in particolare sul commercio locale e sul turismo, oltre che in molti altri campi industriali.
L'isola di Man fu base durante la prima guerra mondiale (1914–18) e la seconda guerra mondiale (1939–45) per il soggiorno dei soldati in licenza. Durante la grande guerra due erano i campi, uno estivo a Douglas e l'altro presso Peel. Durante la seconda guerra vennero creati molti altri campi minori a Douglas, Peel, Port Erin, Ramsey. L'isola fu sede e base principale del Manx Regiment, creato nel 1938 e che combatté nel corso del secondo conflitto mondiale.
Il 2 agosto 1973, un incendio uccise 51 persone al campo di Summerland presso Douglas.

### L'ottenimento dell'autonomia governativa
Nel corso del XX secolo l'isola di Man ha conosciuto un notevole revival delle sue tradizioni musicali, della danza e anche della lingua anche se l'ultimo nativo della lingua mannese, Ned Maddrell, è morto negli anni '70. A metà del XX secolo il Taoiseach, Éamon de Valera, visitò l'isola. Malgrado questo l'economia dell'isola ha iniziato ultimamente a risentire di un certo calo a causa di altre mete turistiche preferite dagli inglesi, compensate però qui da una bassa tassazione che ne ha fatto nel corso degli anni uno dei paradisi fiscali della Gran Bretagna. È stata espressa preoccupazione per il rischio che l'isola diventi un centro per il riciclaggio di denaro.
Nel 1949 venne creato il Consiglio Esecutivo dell'Isola di Man, presieduto dal governatore regio e da alcuni membri del Tynwald. Fu questo l'inizio del trasferimento dei poteri esecutivi dal governatore non eletto ai politici manesi democraticamente eletti. Il controllo delle finanze e dell'ordine interno passarono ai manesi dal 1958 al 1976. Nel 1980 il tradizionale governatore venne sostituito come posizione amministrativa dal presidente del consiglio esecutivo, direttamente eletto dal Tynwald. Con la legislatura del 1984, il Consiglio Esecutivo è stato ricostituito nel 1985 con l'intento di includere consiglieri provenienti dalle otto principali aree di seggio; in 1986 they were given the title of Minister and the chairman was retitled Chief Minister. Nel 1986 sir Miles Walker, CBE, è divenuto il primo Ministro Capo dell'Isola di Man. Nel 1990 il Consiglio Esecutivo è stato rinominato in Consiglio dei Ministri.
A partire dagli anni '60 del XX secolo si è anche acuito il nazionalismo locale con partiti come il Mec Vannin ed il Manx National Party, o l'attualmente soppresso Fo Halloo (letteralmente "sottosuolo"), che diede vita a manifestazioni violente con notevoli incidenti.
Il 5 luglio 1973, il controllo del servizio postale passò dal General Post Office del Regno Unito al nuovo Isle of Man Post, che iniziò a creare propri francobolli.